# Miesha McKelvy-Jones
Miesha McKelvy-Jones, ameriška atletinja, * 27. julij 1976, Torrance, Kalifornija, ZDA.
Ni nastopila na poletnih olimpijskih igrah. Na svetovnih prvenstvih je v teku na 100 m z ovirami osvojila bronasto medaljo leta 2003, kot tudi na panameriških igrah leta 1999.